# Bangangté
Bangangté – miasto w Kamerunie, w Regionie Zachodnim, stolica departamentu Ndé. Liczy około 69,1 tys. mieszkańców.